# Sámal Petur í Grund
Sámal Petur Martinsson í Grund (* 26. Juli 1958 in Syðrugøta, Färöer) ist ein färöischer Mechaniker, Schiffer und Politiker der liberal-separatistischen Fortschrittspartei Framsókn, sowie früheres Mitglied des Sjálvstýrisflokkurin. Er war Parlamentsabgeordneter sowie Minister für Kommunikation, Kultur, Touristik und Seeschifffahrt in der färöischen Landesregierung von 1994 bis Dezember 1997 sowie Minister für Soziales und Gesundheit von Februar 2001 bis Mai 2002.

## Beruf und Politik
Sámal Petur í Grund schloss 1980 eine Ausbildung als Elektromechaniker ab und arbeitete bis 1985 auf Fabrikschiffen. Von 1986 bis 1991 war er Seemannsmissionar und fuhr von 1991 bis 1993 selbst zur See. Er erhielt 1994 ein Seemannspatent und arbeitet schließlich seit 2002 als Steuermann und Schiffsführer beim Strandfaraskip Landsins (SSL), der den Fährdienst zwischen den  Inseln auf den Färöern betreibt.
Sámal Petur í Grund war von 1994 bis 1997 Minister für Kommunikation, Kultur, Touristik und Seeschifffahrt in den färöischen Landesregierungen Edmund Joensen I (1994–1996) und Edmund Joensen II (1996–1998). Am 1. Dezember 1997 wurde er von Edmund Joensen entlassen, weil dieser die von í Grund geforderten zusätzlichen 40 Millionen Kronen für die Untertunnelung des Vestmannasundes als unverantwortlich ansah und Sámal Petur í Grund daraufhin Unterstützung für seine Pläne bei der Opposition suchte. Der Sjálvstýrisflokkurin verließ in der Folge die Regierungskoalition.
Bei den anschließenden Wahlen im April 1998 gelang es ihm über ein Ausgleichsmandat als Abgeordneter für den Sjálvstýrisflokkurin ins färöische Parlament (Løgting) zu kommen, dem er bis 2002 angehörte.
Sámal Petur í Grund wurde als Nachfolger von Helena Dam á Neystabø am 26. Februar 2001 Minister für Soziales und Gesundheit in der Landesregierung Anfinn Kallsberg I. Er blieb dies bis Mai 2002.
Als Helena Dam á Neystabø, die seit 1994 Parteivorsitzende des Sjálvstýrisflokkurin gewesen war, Anfang November 2001 nach Meinungsverschiedenheiten mit Sámal Petur í Grund ihre Kandidatur zum Parteivorsitz zurückzog (und später aus der Partei austrat um dann Anfang 2002 in den sozialdemokratischen Javnaðarflokkurin einzutreten), wurde Sámal Petur í Grund am 10. November 2001 zum neuen Parteivorsitzenden gewählt. Er gab diesen Posten jedoch gut zwei Wochen später, am 27. November, an seinen Stellvertreter Eyðun Elttør ab.
Bei der Løgtingswahl am 19. Januar 2008 kandidierte Sámal Petur í Grund erneut als Abgeordneter für den Sjálvstýrisflokkurin, konnte mit 194 persönlichen Stimmen jedoch nur das viertbeste Ergebnis innerhalb seiner Partei erzielen. Er stand anschließend auf der Nachrückerliste an zweiter Stelle und vertrat im Jahr 2009 Kári á Rógvi für einige Zeit.
2011 wechselte er schließlich mit anderen vom Sjálvstýrisflokkurin zur neugegründeten liberal-separatistischen Fortschrittspartei Framsókn von Poul Michelsen über. Bei der Løgtingswahl 2011 kandidierte er für einen Abgeordnetensitz, konnte mit 111 persönlichen Stimmen jedoch nur das fünftbeste Ergebnis innerhalb von Framsókn erzielen.
2015 stellte ihn seine Partei bei der Løgtingswahl erneut als Kandidat auf. Doch diesmal kam er mit 67 persönlichen Stimmen lediglich auf den elften Platz.

## Familie
Die Eltern von Sámal Petur Martinsson í Grund sind Maria geb. Johannesen aus Dalur und Martin í Grund aus Søldarfjørður. Sámal Petur í Grund lebt in Søldarfjørður.